# 諫早市第1野球場
諫早市第1野球場（いさはやしだいいちやきゅうじょう）は、長崎県諫早市スポーツパークいさはやにある野球場。

## 施設概要
- 両翼：100 m 中堅：122 m
- 内野：黒土 外野：人工芝
- 収容人員：7200人
- 照明：なし
- スコアボード：フルカラーLED式